# Diocèse d'Iquique
Le diocèse d'Iquique (en latin : Dioecesis Iquiquensis ; en espagnol : Diócesis de Iquique) est un diocèse de l'Église catholique du Chili suffragant de l'archidiocèse d'Antofagasta.

## Territoire

Diocèse d'Iquique en rouge

Il comprend la région de Tarapacá ce qui correspond à un territoire d'une superficie de 42 226 km divisé en 21 paroisses. Le siège épiscopal est dans la ville d'Iquique où se trouve la cathédrale de l'Immaculée Conception.

## Histoire
Durant la guerre du Pacifique (1879-1884), l'armée chilienne envahit la région de Tarapacá dès 1880 et gagne la bataille d'Arica contre le Pérou. Cette région devient officiellement chilienne trois ans plus tard lors du traité d'Ancón. Le diocèse péruvien d'Arequipa (aujourd'hui archidiocèse d'Arequipa) cède donc la région de Tarapacá en 1880 pour l'érection du vicariat apostolique chilien de Tarapacá.
Le 20 décembre 1929, le diocèse d'Arequipa cède au vicariat de Tarapacá la province d'Arica qui appartient maintenant au Chili ; le même jour Tarapacá est élevé au rang de diocèse par la constitution apostolique Ad gregem Dominicum du pape Pie XI et prend le nom de diocèse d'Iquique.
Nommé suffragant de l'archidiocèse de Santiago du Chili lors de sa création, il intègre la province ecclésiastique de 
l'archidiocèse de La Serena le 29 mai 1939.
Il cède une portion de son territoire le 17 février 1959 pour l'érection de la prélature territoriale d'Arica (aujourd'hui diocèse de San Marcos d'Arica). Il cède encore une partie de son territoire le 21 juillet 1965 pour l'établissement de la prélature territoriale de Calama (aujourd'hui diocèse de San Juan Bautista de Calama).
Le 28 juin 1967, il intègre la province ecclésiastique de l'archidiocèse d'Antofagasta.

## Évêques
vicaires apostoliques
- Camilo Ortúzar Montt (avril 1882 - 1887)
- Plácido Labarca Olivares (1887 - 26 juin 1890), nommé évêque de Concepción
- Pedro María Vivanco Ortiz (1890 - 1892)
- Daniel Fuenzalida Santelices (1892 - 1895)
- Guillermo Juan Carter Gallo (12 juin 1895 - 30 août 1906)
- Víctor Manuel Montero Carvallo, SS.CC (31 août 1906 - 2 janvier 1907)
- Martín Rucker Sotomayor (2 janvier 1907 - 1910)
- José María Caro Rodríguez (6 mai 1911 - 14 décembre 1925), nommé évêque de La Serena
- José Miguel Godoy Herrera (15 décembre 1925- 10 août 1926)
- Carlos Labbé Márquez (2 août 1926 - 20 décembre 1929), devient le 1er évêque d'Iquique

évêques
- Carlos Labbé Márquez (20 décembre 1929 - 30 juin 1941), nommé vicaire apostolique de l'ordinariat militaire du Chili
- Pedro Aguilera Narbona (15 septembre 1941 - 21 novembre 1966)
- José del Carmen Valle Gallardo (21 novembre 1966 - 9 juillet 1984)
- Francisco Javier Prado Aránguiz, SS.CC (9 juillet 1984 - 28 avril 1988), nommé évêque auxiliaire de Valparaíso
- Enrique Troncoso Troncoso (15 juillet 1989 - 28 mai 2000), nommé évêque de Melipilla
- Juan de la Cruz Barros Madrid (21 novembre 2000 - 9 octobre 2004), nommé évêque de l'ordinariat militaire du Chili
- Marco Antonio Órdenes Fernández (23 octobre 2006 - 9 octobre 2012)
- Guillermo Patricio Vera Soto (22 février 2014 - 8 juin 2021), nommé évêque de Rancagua
- Isauro Ulises Covili Linfati, O.F.M, depuis le 23 avril 2022